# Golden Gala Pietro Mennea 2019
Il Golden Gala Pietro Mennea 2019 è stato la 39ª edizione del Golden Gala, meeting internazionale di atletica leggera che si svolge ogni anno presso lo Stadio Olimpico di Roma.
Il meeting si è svolto giovedì 6 giugno ed è stato la quarta tappa del circuito IAAF Diamond League 2019.

## Programma[1]
| # | Orario | Specialità         |
| - | ------ | ------------------ |
| 1 | 18:30  | Getto del peso     |
| 2 | 20:03  | 400 metri ostacoli |
| 3 | 20:15  | Salto in alto      |
| 4 | 20:23  | 800 metri          |
| 5 | 20:30  | Salto triplo       |
| 6 | 20:45  | 5000 metri         |
| 7 | 21:25  | 200 metri          |
| 8 | 21:35  | 110 metri ostacoli |
| 9 | 21:45  | 3000 metri siepi   |

| # | Orario | Specialità             |
| - | ------ | ---------------------- |
| 1 | 17:05  | Lancio del giavellotto |
| 2 | 18:35  | Salto in lungo         |
| 3 | 19:00  | Salto con l'asta       |
| 4 | 20:13  | 400 metri ostacoli     |
| 5 | 20:35  | 100 metri              |
| 6 | 21:05  | 400 metri              |
| 7 | 21:15  | 1500 metri             |

     Specialità valide per la Diamond League

## Risultati[2]

### Uomini
| Specialità     |                      | Prestazione | 2º classificato   | Prestazione | 3º classificato  | Prestazione |
| 200 m          | Michael Norman       | 19"70       | Noah Lyles        | 19"72       | Álex Quiñónez    | 20"17       |
| 800 m          | Donavan Brazier      | 1'43"63     | Nijel Amos        | 1'43"65     | Brandon McBride  | 1'43"90     |
| 5000 m         | Telahun Haile Bekele | 12'52"98    | Selemon Barega    | 12'53"04    | Hagos Gebrhiwet  | 12'54"92    |
| 3000 m siepi   | Benjamin Kigen       | 8'06"13     | Getnet Wale       | 8'06"83     | Chala Beyo       | 8'09"95     |
| 110 m ostacoli | Sergey Shubenkov     | 13"26       | Andrew Pozzi      | 13"29       | Antonio Alkana   | 13"30       |
| 400 m ostacoli | Rai Benjamin         | 47"58       | David Kendziera   | 48"99       | Takatoshi Abe    | 49"57       |
| Salto in alto  | Bohdan Bondarenko    | 2.31 m      | Majd Eddin Ghazal | 2.28 m      | Maksim Nedasekau | 2.28 m      |
| Salto triplo   | Omar Craddock        | 17.50 m     | Pedro Pichardo    | 17.47 m     | Donald Scott     | 17.43 m     |
| Getto del peso | Konrad Bukowiecki    | 21.97 m     | Darrell Hill      | 21.71 m     | Darlan Romani    | 21.68 m     |

     Prestazione che stabilisce il nuovo record del meeting.

### Donne
| Specialità             |                    | Prestazione | 2º classificato   | Prestazione | 3º classificato         | Prestazione |
| 100 m                  | Elaine Thompson    | 10"89       | Dina Asher-Smith  | 10"94       | Aleia Hobbs             | 11"11       |
| 400 m                  | Salwa Eid Naser    | 50"26       | Shericka Jackson  | 51"05       | Stephenie Ann McPherson | 51"39       |
| 1500 m                 | Genzebe Dibaba     | 3'56"28     | Laura Muir        | 3'56"73     | Gudaf Tsegay            | 3'39"96     |
| 400 m ostacoli         | Dalilah Muhammad   | 53"67       | Shamier Little    | 54"40       | Zuzana Hejnová          | 54"82       |
| Salto con l'asta       | Angelica Bengtsson | 4.76 m      | Sandi Morris      | 4.66 m      | Robeilys Peinado        | 4.66 m      |
| Salto in lungo         | Malaika Mihambo    | 7.07 m      | Caterine Ibargüen | 6.87 m      | Brittney Reese          | 6.76 m      |
| Lancio del giavellotto | Lü Huihui          | 66.47 m     | Eda Tugsuz        | 64.51 m     | Lina Muze               | 63.72 m     |